# Unione stampa sportiva italiana
L'Unione stampa sportiva italiana (USSI) è un'associazione di giornalisti italiani che si occupano di sport. È una delle più antiche associazioni di categoria della Federazione Nazionale Stampa Italiana.

## Storia
Il 21 novembre 1913 venne costituita a Torino l'«Associazione stampa sportiva italiana» (ASSI). Nel 1926 fu soppressa e accorpata alla Federazione Fascista dei Giornalisti Italiani.
Nel dicembre del 1945, a Milano una quarantina di giornalisti diedero vita al «Gruppo Milanese Giornalisti Sportivi». Nel febbraio 1947 a Genova si svolse il primo congresso della stampa sportiva italiana. Tre anni dopo, il 16 febbraio 1950 a Roma, si tenne l'Assemblea costituente dell'USSI. Il primo presidente dell'associazione fu Bruno Roghi.
Nel 2006 sono iscritti all'USSI 2.500 giornalisti sportivi. L'associazione è strutturata in gruppi regionali ed è presente in tutte le regioni italiane.

## Cronologia presidenti
- Bruno Roghi
- Leone Boccali
- Giuseppe Sabelli Fioretti
- Nino Nutrizio
- Giglio Panza
- Cesare Marcussi
- Luigi Chierici
- Enrico Crespi
- Giorgio Tosatti
- Filippo Grassia
- Antonello Capone
- Luigi Ferrajolo (2007-2021)
- Gianfranco Coppola (in carica dal 10 marzo 2021)[3]

## Premi
L'USSI ha istituito diversi premi e riconoscimenti annuali: dal CONI-USSI per i giornalisti sportivi, ad alcune associazioni regionali come Lombardia, Sicilia, Sardegna, Piemonte, Campania e Molise, che effettuano premiazioni ad atleti e sportivi distintisi nella precedente stagione sportiva.